# Äspet
Äspet är ett naturreservat i Kristianstads kommun i Skåne län.
Området är naturskyddat sedan 1996 och är 216 hektar stort. Reservatet ligger strax söder om Helge ås norra utlopp och består av ett kustdynlandskap, som sträcker sig från Åhus och mer än två mil söderut.